# Ньялссон, Гуннар
Гуннар К. А. (Гардавич) Ньялссон (эст. Gunnar K. A. Njalsson, швед. Gunnar Kari Alexander Njålsson; род. 11 января 1968) — шведоязычный эстонский писатель
, экономист и композитор. Жил и работал в США, Канаде, Исландии, Норвегии, Финляндии и в Эстонии на острове Хийумаа. Он изучал экономику и управление университетах Техаса (1985—1986), Хельсинки (1994—2002), Кильмеса (2002). Он основал корпорацию SPACEPOL в 2008 году в Квебеке, Канаде. 
Он наиболее известен своей «теорией технократов и эконократов».

## Произведения

### Музыкальные композиции
- Njalsson, Gunnar K. A. Dagösvenskarnas vals (рус. Вальс хийумааских шведов). 2016.
- Njalsson, Gunnar K. A. Novela Policial (рус. Новела Полиция). 2010.
- Njalsson, Gunnar K. A. Waltz of the Shadowmen (рус. Вальс теневой мужской). 2017.
- Njalsson, Gunnar K. A. En sista vers (рус. Последнее стихотворение). 2004.

## Сайты
- Г. Ньялссон Музыкальные композиции 2004−2018 // «MusicBrainz.org» 14.04.2017. (англ.)
- Hiiumaa juurtega kirjanik esitleb õudusromaani (Писатель из Хийумаа представляет роман ужасов) Архивная копия от 15 апреля 2019 на Wayback Machine // «Hiiu Leht.ee» 31.07.2018. (эст.)
- Не технократы мы, не плотники (Владислав Иноземцев о новом поколении российских управленцев) Архивная копия от 15 апреля 2019 на Wayback Machine // «Gazeta.ru» 5.10.2016. (рус.)
- Руководство по безопасности о кибершпионаже Архивная копия от 12 июня 2019 на Wayback Machine // «Руководство Гуннара по безопасности данных » 2015 (англ.)